# 141 Lumen
A 141 Lumen a Naprendszer kisbolygóövében található aszteroida. Henry, Paul fedezte fel 1875. január 13-án.